# Albert Béguin
Pour les articles homonymes, voir Béguin.
Albert Béguin, né le 17 juillet 1901 à La Chaux-de-Fonds et mort le 3 mai 1957 à Rome, est un écrivain suisse d'expression française, critique et éditeur à Paris.

## Biographie
Albert Béguin est né le 17 juillet 1901 à La Chaux-de-Fonds, dans le canton de Neuchâtel, en Suisse. Il est le fils d'un pharmacien, Charles-Émile Béguin, et de Marthe Wille, et le frère du journaliste Pierre Béguin.
En 1919, il obtient son baccalauréat au gymnasium de La Chaux-de-Fonds. De 1919 à 1924, Albert Béguin étudie à l'Université de Genève et obtient une licence ès lettres. Il part ensuite pour Paris, où il est libraire et traducteur d'auteurs romantiques allemands comme Jean Paul et E. T. A. Hoffmann. 
En 1926, Albert Béguin rencontre Raymonde Vincent qu'il épouse en 1929. Devenue écrivaine sous l'égide de son mari Raymonde Vincent reçoit en 1937 le prix Femina pour son roman "Campagne". Albert Béguin passe ensuite cinq ans, de 1929 à 1934, en tant que lecteur de langue et de littérature françaises à l'Université de Halle. Parallèlement, il prépare son ouvrage sur le romantisme allemand L'Âme romantique et le Rêve qui connaît un grand succès. Il s'intéresse également à la montée du nazisme et dénonce le rôle des universitaires, les camps de travail et la persécution des Juifs.
En 1934, Albert Béguin obtient un poste d'enseignant au collège Jean-Calvin. En 1937, il soutient sa thèse de doctorat à l'Université de Genève : Le rêve chez les romantiques allemands et dans la poésie française moderne. De 1937 à 1946, il occupe la chaire de littérature française à l'Université de Bâle. Il traite dans ses cours de thèmes qui lui tiennent à cœur tels que les aspects spirituels de la création poétique (chez Paul Claudel ou Gérard de Nerval), le paradis perdu (chez Alain-Fournier) ou l'inquiétude existentielle (chez Léon Bloy ou Georges Bernanos). 
Dès 1940 il va en France, à Chateauroux en zone libre pour y prêcher la résistance face aux illusions pétainistes, il loge notamment chez Roger Cazala. En 1942 Albert Béguin crée et dirige les Cahiers du Rhône (la Baconnière). Il collabore à d'autres publications suisses résistantes, comme la collection Le Cri de la France (Librairie de l'Université de Fribourg) où il publie sa célèbre traduction de la Quête du Graal.
En 1946, il retourne à Paris. À la mort d'Emmanuel Mounier en 1950, il occupe jusqu'à sa mort la direction de la revue Esprit, dans laquelle il plaide pour la liberté créatrice des écrivains. La même année, il obtient le Prix Rambert pour Patience de Ramuz. On lui doit des études sur l'Inde, l'Allemagne, et des ouvrages de critique littéraire consacrés à Blaise Pascal, Honoré de Balzac, Gérard de Nerval, Charles Péguy, Léon Bloy ou encore Charles-Ferdinand Ramuz.
Le conseiller d'État fribourgeois, Denis Clerc lui a consacré sa thèse de doctorat.
Le site de la revue Esprit caractérise ainsi son œuvre :

« Successeur de Marcel Raymond à l'Université de Bâle après 1937, fondateur en 1941 des Cahiers du Rhône édités à La Baconnière, le deuxième directeur de la revue Esprit est une figure mal connue. Alors qu'il prend la relève délicate du fondateur et dirige la revue durant une période difficile, celle pendant laquelle le « philocommunisme » et l'esprit des compagnons de route pèsent fortement, on considère souvent que ce grand universitaire, spécialiste de Balzac, de Nerval et du romantisme allemand, ce précurseur de l'école littéraire de Genève dont Jean Starobinski est l'un des continuateurs aujourd'hui, s'est trouvé projeté un peu par hasard à la tête de la revue. C'est oublier qu'il a permis à la revue de passer le cap difficile du début des années 1950 (la guerre froide est à son comble), qu'il a valorisé la dimension littéraire de cette publication d'une manière exemplaire (voir ses contributions au dossier sur la psychiatrie de 1952 et sur les prisons en 1955) et qu'il a été un voyageur lucide, capable par exemple de proposer un bilan de la situation en Inde. Comme peu de plumes dans l'histoire d'Esprit, il a réfléchi en termes géopolitiques, et ses chroniques sur le rôle respectif de l'Europe, de l'Allemagne, de l'Amérique, de l'Inde et de l'Asie, témoignent d'une singulière force d'analyse politique et spirituelle. »

## Œuvres
- L'Âme romantique et le rêve, essai sur le romantisme allemand et la poésie française, Cahiers du Sud, 1937 ; nouv. éd. (revue) José Corti, 1939, 1946 ; rééd. Livre de poche, coll. Biblio essais.
- Gérard de Nerval, Stock, 1937 ; édition augmentée, José Corti, 1945.
- Nos Cahiers, Premier Cahier du Rhône, 1942.
- La Prière de Péguy, ibid., 3e cahier, 1942.
- Léon Bloy l'Impatient, L.U.F., 1944.
- Le Livre Noir du Vercors. Enquête, en collaboration, Neuchâtel, 1944.
- Faiblesse de l'Allemagne, José Corti, 1946.
- Balzac visionnaire. Skira, Genève, 1946-1947.
- Patience de Ramuz, La Baconnière, 1950, Prix Rambert 1950.
- Pascal, Collections Microcosme "Écrivains de toujours", Seuil, 1952.
- Création et Destinée
  - tome I, Essais de critique littéraire - L'âme romantique allemande, L'expérience poétique, Critique de la critique, choix de textes et notes par Pierre Grotzer, Éditions du Seuil, 1973.
  - tome II, La réalité du rêve, choix de textes et notes par Pierre Grotzer, Préface de Marcel Raymond, Éditions du Seuil, 1974.
- Bloy mystique de la douleur. Librairie Éditions Labergerie, 1948
- Georges Bernanos in Selbstzeugnissen und Bilddokumenten, traduit par Guido G. Meister, rowohlts monographien 10, Rowohlt Verlag, Reinbek 1958.

## Éditions et anthologies
- Nerval, Textes choisis, GLM, 1939.
- Nerval, Poésies, Édition critique, Mermod, 1944.
- Nerval, Aurélia et Les Filles de Feu, Skira, 1944.
- Nerval, Œuvres (2 tomes), texte établi, présenté et annoté par Albert Béguin et Jean Richer, Bibliothèque de la Pléiade, Gallimard (1952).
- Balzac : Petite collection Balzac, 12 volumes, Albert Skira, Genèves, 1946.
- Balzac, L'Œuvre de Balzac publiée dans un ordre nouveau sous la direction d'Albert Béguin et Jean Ducourneau, présentée par des écrivains d'aujourd'hui (Gracq, Bachelard, etc.), éditions Le Club français du Livre, de 1954 à 1955 en16 volumes
- Saint Bernard de Clairvaux, Textes, en collaboration avec Paul Zumthor, LUF, 1944.
- La Quête du Graal, LUF, 1945 ; édition établie et présentée par Albert Béguin et Yves Bonnefoy ; rééd. éditions du Seuil, coll. Points Sagesse.
- E.T.A. Hoffmann, Œuvres complètes, éditions Phébus. Édition dirigée par Albert Béguin et Madeleine Laval. Reprise, sous une forme augmentée, de l'édition en 5 volumes au Club des libraires de France (1956-1958). En cours de réédition dans la collection Libretto ; déjà parus : Contes nocturnes, Le Chat Murr, Fantaisies dans la manière de Callot, Princesse Brambilla, Le Petit Zachée.

## Traductions
- E. T. A. Hoffmann, Salvator Rosa -  Kreisleriana - Le Chat Murr, Schiffrin, Fourcade, Gallimard, 1926, 1932, 1943. La traduction des Kreisleriana a été reprise pour le tome 1 des Romantiques allemands en Pléiade (Gallimard, 1963).
- E. T. A. Hoffmann, Le Chat Murr, Gallimard, 1943. Traduction reprise pour la collection L'Imaginaire (Gallimard).
- Moerike, Le Voyage de Mozart, Fourcade, 1929.
- Jean Paul, Choix de Rêves - Hespérus - Le Jubilé, Stock, 1930-1931.
- Goethe, Entretien avec Müller - Confession d'une belle âme, Stock, 1930-1931.
- L. Tieck, La Coupe d'Or, Denoël, 1933. La traduction des contes de Tieck a été reprise pour le tome 1 des Romantiques allemands en Pléiade (Gallimard, 1963).
- Saint Bernard de Clairvaux, Œuvres mystiques, Éd. du Seuil, 1953. Préface et traduction.
- Arnim, L'Invalide fou, Fontaine, 1945.